# Selecta Spielzeug
Selecta Spielzeug, o Selecta è una casa editrice tedesca di giochi per neonati e bambini, giocattoli in legno e giochi da tavolo con sede a Edling in Baviera, fondata nel 1968.
È specializzata in giochi, puzzle, e giocattoli per bambini dai 2 anni in poi. I suoi prodotti sono ricchi di materiali in legno di alta qualità.

## Premi e riconoscimenti
Tra i riconoscimenti più prestigiosi vinti da Spiele Spielzeug ci sono varie edizioni del Kinderspiel des Jahres ("Miglior Gioco per bambini dell'anno").

### Kinderspiel des Jahres
Il prestigioso premio Kinderspiel des Jahres è stato vinto con:
- 1989 - Gute Freunde (Buoni amici), di Alex Randolph;
- 2002 - Maskenball der Käfer (Il ballo in maschera delle coccinelle), di Peter-Paul Joopen;
- 2003 - Viva Topo!, di Manfred Ludwig;